# Esglésies ortodoxes orientals
|  | No s'ha de confondre amb Església Ortodoxa, Antiga Església Oriental, Cristianisme oriental, o Cristianisme ortodox. |

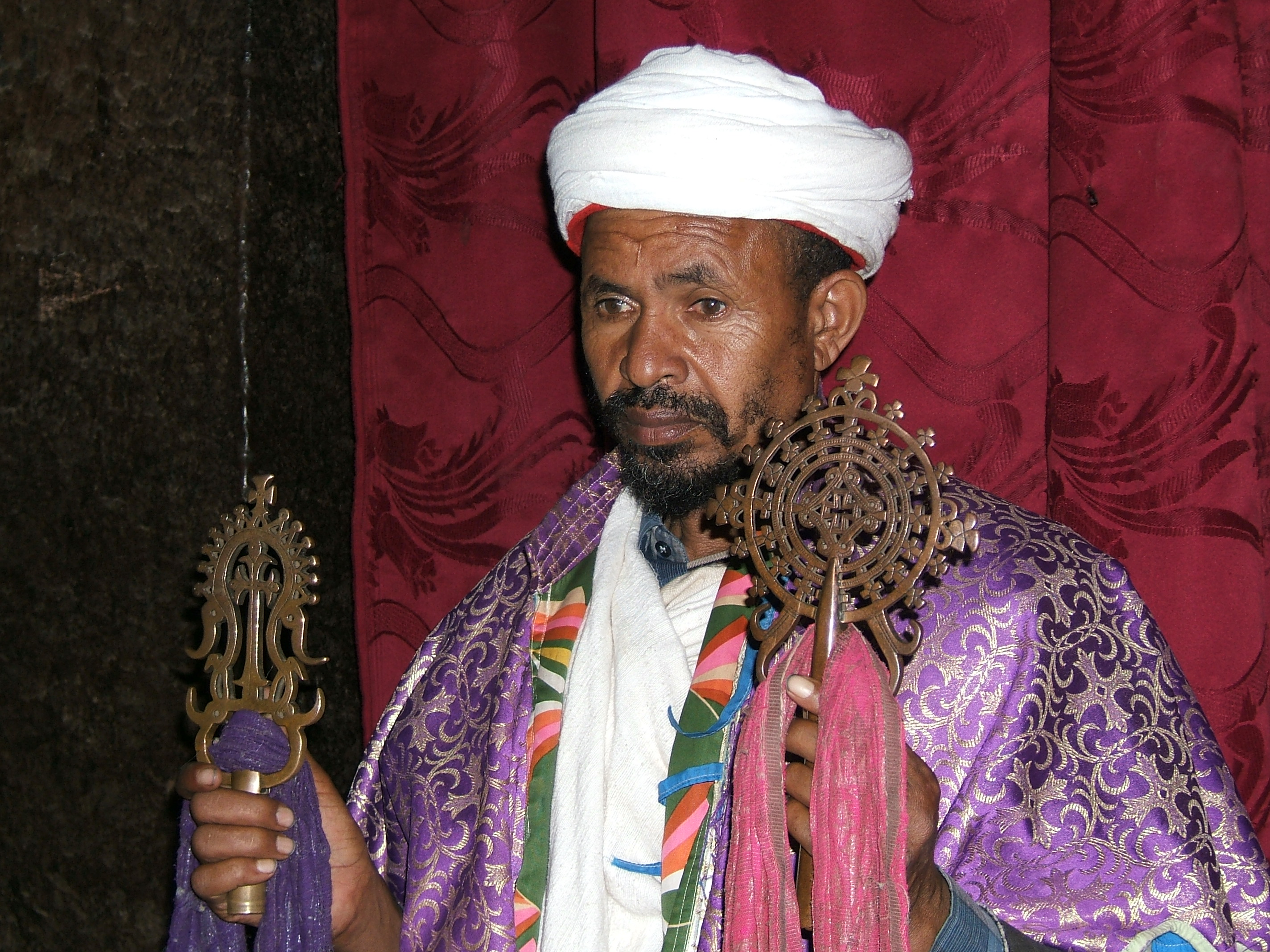
Sacerdot etíop

Les Esglésies ortodoxes orientals són les esglésies cristianes orientals que reconeixen només tres concilis ecumènics: El Primer Concili de Nicea, el primer concili de Constantinoble i el primer concili d'Efes. Rebutgen la definició dogmàtica del Concili de Calcedònia (451).

## Noms
Segons el Consell Mundial d'Esglésies, el nom normalment acceptat per aquestes esglésies és Esglésies ortodoxes orientals. Històricament han estat anomenades no calcedonianes, precalcedonianes, anticalcedonianes, monofisites, miafisites, antigues de l'est, orientals menors.
No han de confondre's amb l'Església Ortodoxa, ja que es van separar de la majoria de les esglésies cristianes amb anterioritat al Gran Cisma d'Orient.

## Història

### Post-Concili de Calcedònia (451 dC)
Per als jerarques que dirigirien els ortodoxos orientals, aquesta darrera frase equivalia a acceptar el nestorianisme, que s'expressava amb una terminologia incompatible amb la seva comprensió de la cristologia. El nestorianisme s'entenia com veure Crist en dues natures separades, humana i divina, cadascuna amb accions i experiències diferents; en canvi, Ciril I d'Alexandria va defensar la fórmula "Una naturalesa de Déu el Logos encarnat" (o com altres tradueixen, "Una naturalesa encarnada de la paraula").
Les esglésies ortodoxes orientals eren, per tant, sovint anomenades "monofisita", encara que rebutgen aquesta etiqueta, ja que està associada amb el monofisitisme eutiquià; prefereixen el terme "miafisita".
En els anys següents a Calcedònia, els patriarques de Constantinoble van romandre de manera intermitent en comunió amb els Patriarques d'Alexandria i Antioquia (vegeu Henòtic) no calcedònics, mentre que Roma romangué fora de comunió amb aquest i en comunió inestable amb Constantinoble. No va ser fins al 518 que el nou emperador romà d'Orient, Justí I (que va acceptar Calcedònia), va exigir que l'església de l'Imperi Romà acceptés les decisions del consell.

### Segle XX
Al segle xx, el cisma de Calcedònia no es va veure amb la mateixa importància, i de diverses reunions entre les autoritats de la Santa Seu i l'Ortodòxia Oriental, van sorgir declaracions de conciliació en la declaració comuna del patriarca siríac Mar Ignatius Zakka I Iwas i el Papa Joan Pau II romà el 1984:
| « | Les confusions i cismes que es van produir entre les seves Esglésies en els segles posteriors, s'adonen que avui dia no afecten ni toquen la substància de la seva fe, ja que aquests només van sorgir per les diferències de terminologia i cultura i en les diverses fórmules adoptades per diferents escoles teològiques per expressar la mateixa matèria. En conseqüència, avui no trobem cap base real per a les tristes divisions i cismes que van sorgir posteriorment entre nosaltres pel que fa a la doctrina de l'Encarnació. En paraules i en la vida confessem la veritable doctrina sobre Crist, nostre Senyor, malgrat les diferències d'interpretació d'aquesta doctrina que va sorgir en el temps del Concili de Calcedònia. | » |

## Conflictes interns
Hi ha nombroses disputes internes en curs dins de les Esglésies Ortodoxes Orientals. Aquestes disputes donen lloc a graus menors o majors de deteriorament de la comunió.

### Apostòlic armeni[calcitació]
La menor divisió d'aquestes disputes es troba dins de l'Església Apostòlica Armènia, entre el Catolicosat d'Edjmiatsín i la Catolicosat de la Gran Casa de Cilícia.
La divisió entre les dues seus es va intensificar durant el període soviètic. La Santa Seu d'Edjmiatsín va ser vista com un titella comunista captiu per alguns bisbes i clergues occidentals. Els simpatitzants d'aquestes congregacions van establir independents d'Edjmiatsín, que van declarar lleialtat a la Seu amb seu a Antelias al Líban. La divisió es va formalitzar l'any 1956 quan la Seu d'Antelias (Cilicia) es va separar de la Seu d'Edjmiatsín.

### Etiòpia
El 1992, després de l'abdicació d'Abune Merkorios i de l'elecció d'Abune Paulos, alguns bisbes ortodoxos etíops als Estats Units van mantenir que les noves eleccions no eren vàlides i van declarar la seva independència de l'administració d'Addis Abeba formant-se el sínode per separat. El 27 de juliol de 2018, els representants d'ambdós sínodes van arribar a un acord. Segons els termes de l'acord, Abune Merkorios va ser reintegrat com a patriarca al costat d'Abune Mathias (successor d'Abune Paulos), que continuarà sent responsable de les tasques administratives, i els dos sínodes es van fusionar en un sol sínode, amb l'aixecament de les excomunicacions entre ells.

### Índia[calcitació]
Els indis que segueixen la fe ortodoxa oriental pertanyen a l'Església Ortodoxa Síria Malankara i a l'Església Cristiana Síria Jacobita. Les dues esglésies es van unir abans de 1912 i després de 1958, però es van separar novament el 1975. L'Església Ortodoxa Síria Malankara, també coneguda com a Església Ortodoxa Índia, és una església autocèfala. Està encapçalat pels Catòlics de l'Est i Malankara Metropolitan. L'Església cristiana siriana jacobita és un organisme autònom de l'Església Ortodoxa Síríaca a l'Índia. Està encapçalat pel cap regional de Catòlics de l'Índia.
L'Església Síria Independent de Malabar també segueix la tradició ortodoxa oriental, però no està en comunió amb altres esglésies ortodoxes orientals.

## Confusions ocasionals
L'Església Assíria Oriental és de vegades descrita incorrectament com una església ortodoxa oriental, encara que els seus orígens es troben en disputes anteriors al Concili de Calcedònia i segueix una cristologia diferent de l'ortodòxia oriental. La històrica Església d'Orient va ser l'església del Gran Iran i es va declarar separada de l'església estatal de l'Imperi Romà el 424–27, anys abans dels concilis ecumènics d'Efes i Calcedònia. Teològicament, l'Església d'Orient estava afiliada a la doctrina del nestorianisme, i així va rebutjar el Concili d'Efes, que va declarar el nestorianisme herètic l'any 431. La cristologia de les esglésies ortodoxes orientals es va desenvolupar de fet com un reacció contra la cristologia nestoriana, que posa l'accent en la distinció de la naturalesa humana i divina de Crist.

## Llista de les esglésies

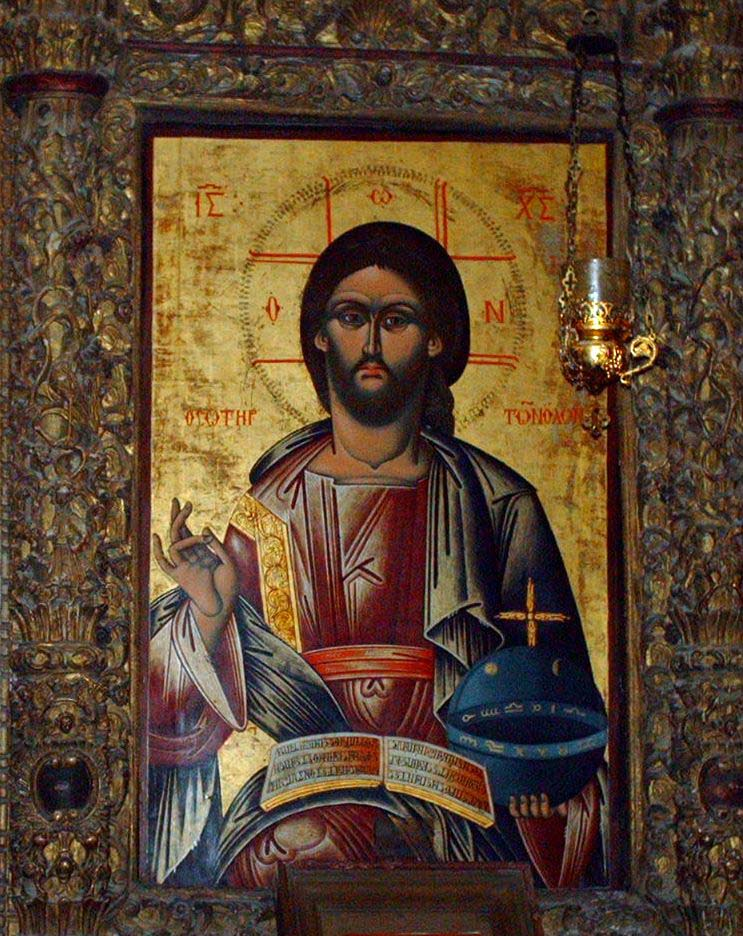
L'henofisisme és la cristologia de les esglésies ortodoxes orientals. Els henofisistes sostenen que en la persona de Jesucrist, la Divinitat i la humanitat estan unides en una "naturalesa" ("physis"), els dos estan units sense separació, sense confusió, sense alteració. Sovint ha sigut considerat pels cristians calcedonis com una forma de monofisisme, però les esglésies ortodoxes orientals rebutgen esta naturalesa divina, una posició que l'Església Ortodoxa i l'Església Catòlica romana han començat a prendre més seriosament a partir del Concili de Calcedònia.

Les esglésies que constituïxen la família històrica de les Esglésies ortodoxes orientals es reparteixen entre diverses tradicions culturals i es divideixen en diverses esglésies:
- Esglésies de tradició copta: 
  - Església Ortodoxa Copta
  - Església Ortodoxa Britànica
  - Església Ortodoxa Copta de França
  - Església Ortodoxa Etíop
  - Església Ortodoxa Eritrea

- Esglésies de tradició siríaca: 
  - Església Ortodoxa Siríaca
    - Església Ortodoxa Siro-malankar

  - Església Ortodoxa Malankar
  - Església Malabar Independent
    - Església Siro-ortodoxa Francòfona

- Esglésies de tradició armènia: 
  - Església Apostòlica Armènia

Les diferents esglésies estan en comunió les unes amb les altres però són completament independents pel que fa a la jerarquia. Hi ha una sèrie d'esglésies considerades no canòniques, però els membres i el clergat de les quals poden estar o no en comunió amb la major comunió ortodoxa oriental. Alguns exemples inclouen l'Església Ortodoxa Celta, l'Antiga Església Britànica i, últimament, l'Església Ortodoxa Britànica. Aquestes organitzacions han passat dins i fora del reconeixement oficial, però els membres poques vegades s'enfronten a l'excomunió quan s'acaba el reconeixement. Els primats d'aquestes esglésies solen ser anomenats episcopi vagants o vagants en resum.